# Herb Wlenia
Herb Wlenia – jeden z symboli miasta Wleń i gminy Wleń w postaci herbu.

## Wygląd i symbolika
Herb przedstawia na błękitnej tarczy brzozę z pniem i koroną liściastą barwy srebrnej. Drzewo stoi na trójwzgórzu barwy zielonej.
Jest to herb mówiący, nawiązujący do niemieckiej nazwy miasta Birkenau (Birke w języku niemieckim oznacza brzozę).

## Historia
Wizerunek herbowy widnieje na pieczęciach począwszy od XIV wieku.